# 8.ª Avenida
Oitava Avenida é um centro comercial situado na cidade portuguesa de São João da Madeira, inaugurado em 2007.
É o maior centro comercial da região Entre Douro e Vouga, com 30 000 m2, 133 lojas, 21 restaurantes, 5 salas de cinema e 1 hipermercado.
O 8.ª Avenida serve uma população de mais de 300 000 habitantes numa área de influência de 20 minutos e o seu conceito arquitetônico baseia-se em códigos regionais de São João da Madeira, especialmente na indústria da Moda e da Chapelaria, estabelecendo assim laços emocionais e de pertença com a comunidade local.
O traçado do edifício é moderno e arrojado, tendo sido distinguido em vários prêmios nacionais e internacionais: galardoado nos prêmios do ICSC (International Council of Shopping Centers) de 2009 com o prêmio de mérito na categoria de "Centros de Média Dimensão", e nos prémios "Óscares do Imobiliário" de 2008 na categoria "Eurohypo".